# Colegio San Miguel (Bruselas)
El Colegio San Miguel (en francés: Collège Saint-Michel) es una escuela secundaria católica ubicada en Etterbeek en la ciudad de Bruselas la capital del país europeo de Bélgica. La escuela fue construida en 1905 por la Compañía de Jesús con el fin de sustituir a la escuela anterior que se había quedado pequeña. Está situada junto a la iglesia de San Juan Berchmans administrada por los jesuitas. El Colegio del actual San Miguel es cronológicamente la tercera institución educativa que se construyó en el lugar.